# Dirkališče Yas Marina
Dirkališče Yas Marina je dirkališče, ki leži v Abu Dabiju. Najbolj znano je po dirki Svetovnega prvenstva Formule 1 za Veliko nagrado Abu Dabija, ki je prvič potekala v sezoni 2009.

## Zmagovalci
| Leto | Dirkač           | Konstruktor                | Poročilo |
| ---- | ---------------- | -------------------------- | -------- |
| 2024 | Lando Norris     | McLaren-Mercedes           | Poročilo |
| 2023 | Max Verstappen   | Red Bull Racing-Honda RBPT | Poročilo |
| 2022 | Max Verstappen   | Red Bull Racing-RBPT       | Poročilo |
| 2021 | Max Verstappen   | Red Bull Racing-Honda      | Poročilo |
| 2020 | Max Verstappen   | Red Bull Racing-Honda      | Poročilo |
| 2019 | Lewis Hamilton   | Mercedes                   | Poročilo |
| 2018 | Lewis Hamilton   | Mercedes                   | Poročilo |
| 2017 | Valtteri Bottas  | Mercedes                   | Poročilo |
| 2016 | Lewis Hamilton   | Mercedes                   | Poročilo |
| 2015 | Nico Rosberg     | Mercedes                   | Poročilo |
| 2014 | Lewis Hamilton   | Mercedes                   | Poročilo |
| 2013 | Sebastian Vettel | Red Bull-Renault           | Poročilo |
| 2012 | Kimi Räikkönen   | Lotus-Renault              | Poročilo |
| 2011 | Lewis Hamilton   | McLaren-Mercedes           | Poročilo |
| 2010 | Sebastian Vettel | Red Bull-Renault           | Poročilo |
| 2009 | Sebastian Vettel | Red Bull-Renault           | Poročilo |